# Neukölln Arcaden
De Neukölln Arcaden is een winkelcentrum in Berlijn-Neukölln, direct bij het metrostation Rathaus Neukölln. Het heeft een winkeloppervlakte  van 37.500m², waar ongeveer 50 winkels gevestigd zijn. Naast winkelmogelijkheden is er ook een multiplexbioscoop met in totaal 2.553 zitplaatsen, een fitnesscentrum, de stadsbibliotheek van Neukölln en kantoorruimte.

## Geschiedenis
De bouw van een winkelcentrum onder de naam Forum Neukölln op de huidige locatie was al begin jaren 1990 gepland. Volgens de toenmalige burgemeester Heinz Buschkowsky zou de oppervlakte van het Forum naast winkels ook 40 procent voor cultureel aanbod moeten bevatten. Nadat de oorspronkelijke investeerder zich terugtrok vanwege de sterke stijging van de vastgoedprijzen, kreeg de KapHag-Unternehmensgruppe de opdracht gegund. Het gebouwencomplex is ontworpen door de architectengroep Boge und Johannsen BdA. Op 2 september 2020 werd het complex geopend.
Omdat het Forum Neukölln financieel niet levensvatbaar was, werd het in 2002 verkocht aan de nieuwe exploitant mfi AG, dat inmiddels is omgedoopt tot Unibail-Rodamco Duitsland, waarna het winkelcentrum werd omgedoopt tot Neukölln Arcaden. Na een renovatieperiode van vijf maanden werd het centrum op 30 oktober 2003 heropend. Het verzorgingsgebied van het centrum bedraagt 340.000 inwoners, terwijl de stadsbibliotheek van Neukölln alleen al 1.250 dagelijkse bezoekers trekt.
In 2013 werd op de bovenste parkeerlaag van de Neukölln Arcaden een daktuin met evenementen voor concerten, dans en cabaret geopend.